# Bolundra
Bolundra fou un petit estat tributari protegit de l'agència Mahi Kantha, a la presidència de Bombai. Estava governat per un thakur del clan rajput parmar dels rewar, descedent d'una branca jove de la família Ranasan. El primer thakur va obtenir l'estat el 1724. La població era de 875 habitants el 1881 i de 740 el 1901 després de la fam de 1899-1900, distribuïts en 5 pobles. Els ingressos s'estimaven vers 1900 en 2.499 rúpies i pagava un tribut de quasi 14 lliures o 134 rúpies al maharajà d'Idar. La superfície era d'uns 16 km².